# Galeazzo II Visconti
Galeazzo II Visconti (Milán, aprox. 1320-Pavía, 4 de agosto de 1378) fue señor de Pavía, Como, Novara, Vercelli, Asti, Alba, Tortona, Alessandria y Vigevano, y señor de Milán (1349-1378) con sus hermanos Mateo II y Bernabé.

## Vida
Fue el hijo de Stefano Visconti y Valentina Doria. Junto con su hermano Bernabé, aunque no de común acuerdo, extendió los dominios de la familia, preparando el camino para el gran «Estado Visconteo», que habría estado definitivamente plasmado en su hijo Gian Galeazzo Visconti. Fue patrón de las artes y las letras y mecenas de Petrarca, a quien invitó a Pavía.
En 1343 peregrinó a Jerusalén, y dos años después fue exiliado por su tío Luchino, retornando gracias a su tío Giovanni Visconti, quien le hizo gobernador de Bolonia.

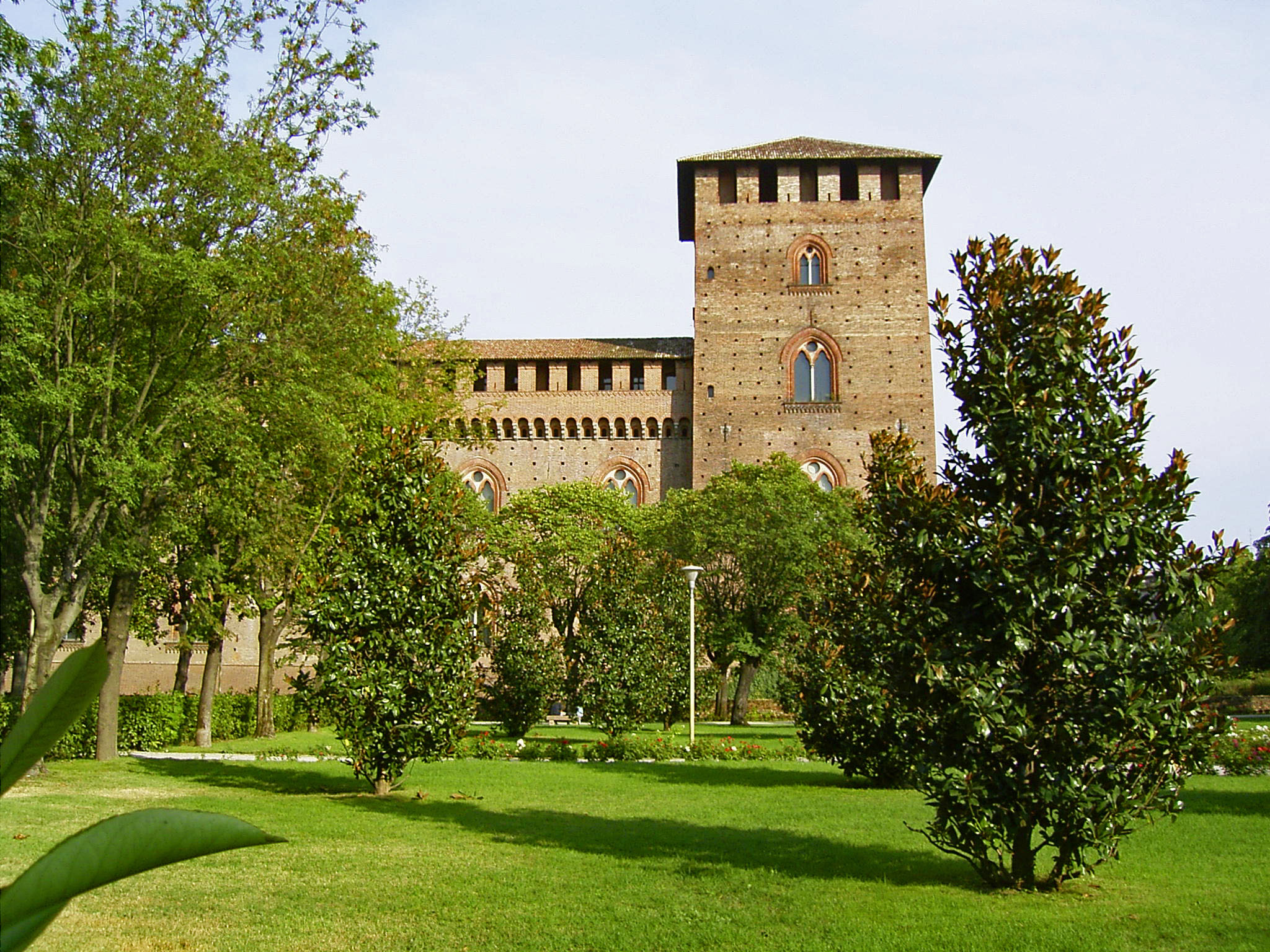
Castillo de los Visconti en Pavía, mandado construir por Galeazzo II

En 1350 se casó con Bianca de Saboya, hija del conde Aimone de Saboya. Seis años después luchó junto a su hermano Bernabé contra la Casa de Este y los Gonzaga, junto a Pandolfo II Malatesta como comandante de sus tropas. Vencieron en Casorate e incrementaron la extensión de sus territorios. Con el envenenamiento de su hermano Mateo, Galeazzo y Bernabé se repartieron los territorios de éste, quedando el oeste de Lombardía para Galeazzo, y el este para Bernabé.
En 1359, después de un largo asedio, conquistó Pavia, que se convirtió en la sede de su corte. Galeazzo era bien parecido, distinguido y culto. Fue mecenas de Petrarca, y fundó la Universidad de Pavía. Casó a su hija Violante con Lionel de Antwerp, hijo de Eduardo III de Inglaterra, dando una dote de 200.000 florines de oro. Pero Lionel murió trágicamente en Alba 5 meses después. Su hijo Gian Galeazzo Visconti se casó con Isabel, hija del rey Juan II de Francia.
Galeazzo tuvo que hacer frente a varias rebeliones en su parte del Señorío. En 1362 su salud se resintió bastante, y trasladó su capital a Pavía, que había reconquistado dos años antes, y construyó el Castillo Visconteo, que será sede de la corte. Allí falleció en 1378.

## Lucha contra la peste
Durante su gobierno tuvo que hacer frente a varias epidemias de peste.  La enfermedad había hecho aparición en Europa en 1348 y su enorme mortandad y la total ignorancia por su forma de contagio provocaban pavor en las gentes.  En 1373, en un desesperado intengo por eliminar el mal pestilente, Galeazzo ordenó prender fuego a varios barrios completos de Milán.  Por su parte, en 1374, en Reggio se determinó expulsar de la ciudad de todos los infectados o sospechosos de estarlo, y no se les dejaba regresar hasta que, una vez recuperados, pasasen diez días aislados en el campo.
| Predecesor: Luchino Visconti | Señor de Milán (Junto a Giovanni (hasta 1354), Mateo II (hasta 1355) y Bernabé) 1349-1378 | Sucesor: Bernabé Visconti Gian Galeazzo Visconti |